# Montrealski protokol
Montrealski protokol o substancah, ki škodljivo delujejo na ozonski plašč (angleško Montreal Protocol on Substances That Deplete the Ozone Layer) je mednarodni sporazum o zmanjševanju in prenehanju uporabe ozonu nevarnih snovi.
Montrealski sporazum z dopolnitvami pomeni prvi vzorčen primer celovitega reševanja enega izmed najpomembnejših emisijskih problemov našega planeta.
Sporazum je bil sprejet 16. septembra 1987, veljati pa je pričel 1.1.1989.

## Veljavnost protokola v Sloveniji
Na področju Slovenije se akt uporablja od 6.1.1991, ko je pričel veljati Zakon o ratifikaciji Montrealskega protokola o substancah, ki škodljivo delujejo na ozonski plašč (Uradni list SFRJ-MP, št. 16-67/1990).
Slovenija je potrdila veljavnost konvencije s sprejemom Akta o notifikaciji nasledstva konvencij Organizacije Združenih narodov in konvencij sprejetih v Mednarodni agenciji za atomsko energijo (Ur.l.RS-MP, 9/1992).